# フダンソウ
フダンソウ（不断草、恭菜、学名: Beta vulgaris var. cicla）は、ヒユ科フダンソウ属の一年草 - 二年草。葉菜として改良されたビートの一系統（リーフビート）。別名トウヂサ（唐萵苣）、フダンナ、イツモナ（何時菜）、スイスチャード（英: Swiss chard）。栽培品種スイスチャードに対しては、セイヨウフダンソウ（西洋不断草）の和名があてられる。甜菜やテーブルビートとは同種。

## 名称
フダンソウの和名は、漢字で「不断草」と書き、暑さ寒さに強く四季を通じて栽培でき、ほぼ一年中葉を掻き取って収穫できることに由来する。日本では、スイスチャードの名でも知られており、葉柄が太くて葉に縮みが入る種類のことを特に指す。英語では chard （チャード）、フランス語では bette （ベット）、イタリア語では bietola （ビエトラ）という。スペイン語ではacelgas(アセルガ）と呼ばれる。
元禄10年（1697年）刊行された『農業全書』には、「四季絶えずあるゆえに不断草と名付るなるべし」と、名前の由来が記されている。伝統的な自家消費野菜として各地で栽培され、ホウレンソウに似ているが比較的季節に関係なく利用できるので、イツモヂシャ、トコナともよばれる。「恭菜」という表記もある。他にも様々な地域名があり、岡山県ではアマナ、長野県ではトキシラズやキシャナ、兵庫県ではシロナ、京都府ではトウヂシャ（タウヂサ）、大阪府ではウマイナ、島根県ではオホバコヂサなど変わった呼び方がなされ、沖縄県ではンスナバーと呼ばれる。

## 歴史
ホウレンソウのなかまの野菜で、地中海沿岸からカスピ海周辺やペルシアを原産とするハマフダンソウ (Beta maritima L.) から葉菜として改良された種である。
フダンソウは紀元前1000年くらいにはシチリア島で栽培されていたといわれ、2 - 3世紀からギリシア人やローマ人によって栽培されていた記録がある。当時は葉の赤色の濃淡に着目して2種類に分けられ、濃い色を黒フダンソウ、淡い色を白フダンソウと呼んでいた。中国には6世紀ごろに栽培されていた記録があり、『唐本草』（656 - 660年）に蒸食したという記録も残されている。16世紀のスイスにおいて、広茎で白黄色、赤色、暗緑色の品種が認められている。
日本への渡来は、江戸時代に書かれた『本朝食鑑』（1697年）の記述に「近年華国より来たり」とあることや、「トウチシャ」と呼ばれたことなどから、17世紀ごろに中国から伝えられたと考えられている。明治初年になると、大葉で赤色や黄色の外観的に美しい品種がカエンサイ（火焰菜：ビート）として輸入されたが、現在では全く見られなくなっている。

## 形態
一年生または二年生（越年生）の草本。株の全体が無毛で、長さは葉を含めて30センチメートル (cm) 程度。根は直根で肥大しない。側根の発生が旺盛で、根は比較的浅いところに広がる。根出葉で、葉身は幅10 cm前後で、長さ15 - 30 cmの卵形、もしくは長卵形で肉厚である。葉柄の色は深緑色、白色、紅色、黄色、オレンジ色など多彩である。葉柄は幅が広く多肉質になるが、東洋種は一般に幅が狭い傾向にある。
花期は初夏に抽台（薹立ち）が始まり、花茎を1メートル (m) ほど伸ばし、頂部に円錐花序をつける。花には花弁がなく、5枚の花被、5本の雄しべ、1つの雌しべからなる花を纏まってつける。果実は厚くてかたいこぶ状の宿存萼に包まれる。染色体数は2n=18, 19, 20, 27, 36, 42, 45のものが存在する。

## 品種

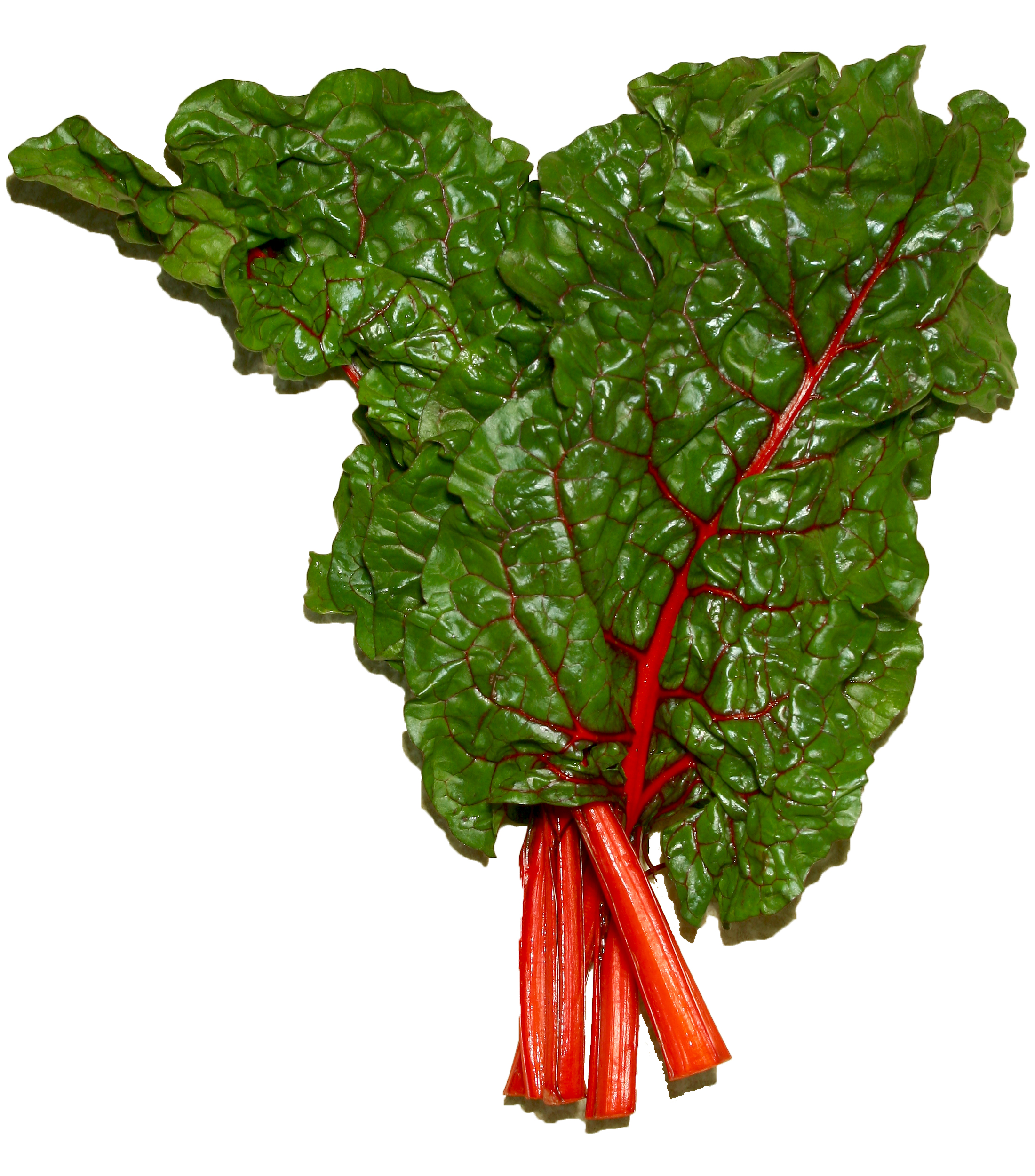
レッドチャード

品種の分化は少なく、日本では主に小葉種と洋種白茎種の2系統に区分しているが、正確な品種名をつけて種子を取り扱っていない。日本への渡来の経緯でみると、在来のものは葉が小型で葉柄が長く断面が半円形をしており、淡緑色で平滑な形をもつものがある。
洋種白茎の原品種は明確ではなく、ヨーロッパや北米では多くの品種に分化している。これらの中でも、フランス産のホワイトリーフ（White Leaf）が明治初期に導入されたと考えられている。洋種白茎は葉が大型で、葉柄も幅が広く白色多肉質で、耐暑性が強い。大阪を中心に栽培される「ウマイナ」や熊本県の一部に見られる在来種がこのような形質を持っている。その他、スイスチャード（Swiss Chard）などの品種があるが、葉色の点では洋種白茎の在来種とは区別される。

## 栽培
栽培期間は播種から2 - 3か月で収穫でき、作型は「春まき」で初夏（5 - 6月）に収穫する方法と、「秋まき」で晩秋（10 - 11月）から翌年春までに収穫する方法が一般的である。春まき・秋まき栽培とも、畑に直接種から育てる直まき栽培と、苗を育てて定植する移植栽培が行われる。一般的には直まき栽培が行われており、移植栽培は主として洋種白茎が使用される。生長を見ながら、追肥を行って育てていく。また家庭菜園で、鉢植えやプランターでも手軽に栽培することができる。
発芽温度は9 - 35度の範囲で、25度付近の高温で発芽が最も良くなる。栽培適温は15 - 20度とされるが暑さには大変強く、年中通して比較的日光をあまり気にせずとも栽培しやすい。乾燥や耐寒性にも強く、レタスやシュンギクと同程度とみなされる。花芽分化と薹立ちは、ある程度生育した株が高温長日条件にさらされた場合に促進される。土壌は粘質壌土が栽培に適し、土壌酸度がpH 6.0 - 6.6の範囲で最も良く生育する。耕土は深く耕す必要がなく、畝立て時に元肥を入れておくが、肥料が少なくても良く育つ。水切れを起こすと生育が悪くなる。連作障害があり、同じ畑では1 - 2年以上空けて栽培する。
直播き栽培では、条まき、またはばらまきにして間引きしながら育て、真冬以外はいつでも行える。種子は発芽しにくく、3つがひと塊になっている。種子は一晩浸水しておいてから播くと発芽しやすく、種子の2 - 3倍の厚さで覆土して、十分に水やりする。発芽するまでは湿度が必要なため、土の乾燥を防ぐと発芽率がよくなる。発芽後は2 - 3回に分けて間引きを行う。1回目の間引きは本葉1 - 2枚のときに5 cm間隔で、2回目は3 - 4枚で10 cm間隔、3回目は本葉5 - 6枚のときに20 cmになるようにする。掻き取り収穫では、35 - 40 cm程度の株間が基準となる。また、このとき発生する間引き菜も食用に利用できる。
移植栽培では直播きと同様に種を播き、間引きしながら育てるが、1度目の間引き後の本葉が4枚ころになったときが植え付けの適期である。植え付けは、株間20 cm程度にとって行うが、掻き取り収穫では35 - 40 cmの株間にする。
草丈が10 cmになったころから軽く追肥を行う。追肥は窒素肥料だけで十分であり、生育状況を見て必要に応じて与えられる。中耕は間引き時に除草を兼ねて行うが、土寄せはよくないとされる。草丈が15 - 20 cmになったときが収穫適期で、収穫が遅いと葉がかたくなって、苦味やえぐみが出るので若いうちに収穫した方がよい。掻き取り収穫では、大きくなった下葉から掻き取って収穫を続ける。
病虫害に斑点病や立枯病による病害や、ヨトウムシによる食害がある。斑点病は春先に発生が見られ、葉の輪郭に小型の斑点が現れて大きな被害に遭うこともある。立枯病は、発芽後の小葉が開ききったころに発生し、土が湿りすぎていると発病の要因となので、発芽してからは特に水やりせずに水はけのよい土で育てる。病虫害は少ないが、カメムシ、ヨトウムシ、アブラムシなどがつくときがある。密植させすぎないように生長に合わせて間引き、ヨトウムシなどの被害が出たら、虫を捕殺するか、薬液を株元へ灌注する。
耐暑性・耐乾性が強いため、都市近郊では夏場に品薄になるホウレンソウの代用品として栽培されてきたが、近年ではホウレンソウの品種改良が進んだことから商品作物としての需要は低下している。一方で、青菜類が不足する夏場に収穫することができ、土質も選ばないため家庭菜園では人気がある。セイヨウフダンソウはスイスチャードやビエトラの名前で種苗店で販売され、食用以外にも園芸用として栽培されている。

## 食用
葉はホウレンソウに似た味わいがあり、おひたしや和え物、スープの実、炒め物、煮込みに利用される。独特の青臭さがあるため、調理するときはホウレンソウと同様に、下茹でして灰汁を抜いてから料理に使うのが一般的である。太い葉柄は、クリーム煮やバター炒めなど、煮たり炒めたりして食べられる。沖縄県では冬野菜として利用され、スーネーまたはウサチという和え物やンブシーという味噌煮に仕立てる。
スイスチャードの葉柄はカラフルなので、サラダの他、料理の彩りにも利用される。生食用に出回っているレッドチャードの若葉は、ベイビーリーフやミニビエトラなどの商品名で流通しており、ラムズレタスなどといっしょに生サラダとしてよく使われる。
栄養価が高く緑黄色野菜に分類され、β-カロテンやビタミンB1、ビタミンE、カルシウム、鉄分などが豊富である。とりわけ、カリウムと鉄分が極めて豊富に含まれる。ビタミンB6、ビタミンK、食物繊維にも富む。茎は色彩鮮やかで、赤、オレンジ、黄、白、緑などの品種があり、これらはポリフェノールの一種であるベタレイン色素によるもの。

## 薬用
古くは消炎、鎮痛、止血などに効果があるとされ、民間利用されている。整腸作用や便秘の解消にも有効である。身体を冷やす作用があるため、多く食べ過ぎるのは良くないとも言われている。